# Хайнрих VII фон Плауен
Хайнрих VII фон Плауен (на немски: Heinrich VII Vogt zu Plauen; † сл. 25 ноември 1377/ или сл. 26 февруари 1380) от род Ройс е фогт на Плауен, господар на Плауен и Мюлтроф (1357 – 1380).
Той е син на фогт Хайнрих V фон Плауен († 1363/1364) и Ирмгард фон Орламюнде († 1388), дъщеря на граф Хайнрих III фон Орламюнде († 1310/1357) и Ирмгард фон Шварцбург-Бланкенбург († 1354). Майка му Ирмгард фон Орламюнде се омъжва втори път на 8 май 1364 г. за граф Гюнтер XII фон Кефернбург († 1368).
През 1348 г. Плауен се разделя на фамилиите Мюлтроф („стара линия“) и Плауен („млада линия“).

## Фамилия
Хайнрих VII фон Плауен се жени пр. 28 юли 1362 г. за фон Вайда († сл. 1363), дъщеря на фогт Хайнрих X фон Вайда 'Млади'/XI († 1363) и Катарина фон Шьонбург († 1362), сестра на Херман VI фон Шьонбург-Кримитцшау († 1382). Те имат децата:
- Хайнрих († 1429), Велик магистър/велик майстер на Тевтонския орден (1410 – 1413), в Йайл (1413 – 1422)
- Хайнрих († сл. 4 юли 1441), тевтонски рицар в Данциг (1410 – 1413)
- Елизабет († сл. 1413), омъжена за Фридрих X фон Шьонбург-Хасенщайн († сл. 1418)